# As Pontes de García Rodríguez
As Pontes de García Rodríguez (galicisch und offiziell; spanisch Puentes de García Rodríguez) ist eine spanische Gemeinde in der Autonomen Gemeinschaft Galicien. Die Gemeinde hat 9.782 Einwohner (Stand: 2024). Teile des Naturschutzgebietes Fragas do Eume befinden sich in der Gemeinde.

## Bevölkerungsentwicklung der Gemeinde
Legende: Puentes de García Rodríguez___As Pontes de García Rodríguez

## Gemeindegliederung
Die Gemeinde As Pontes de García Rodríguez ist in 13 Parroquias gegliedert:
| Parroquias                    | Patrozinium | Einwohner 2024 | Fläche km² | Dichte Einw./km² | Höhe msnm | Ortskennzahl |
| ----------------------------- | ----------- | -------------- | ---------- | ---------------- | --------- | ------------ |
| O Aparral                     | Santa María | 49             | 12,98      | 4                | 419       | 15070010000  |
| Bermui                        | Santiago    | 74             | 8,89       | 8                | 469       | 15070070000  |
| O Deveso                      | Santa María | 17             | 7,16       | 2                | 503       | 15070020000  |
| A Faeira                      | San Pedro   | 47             | 12,48      | 4                | 409       | 15070100000  |
| O Freixo                      | San Xoán    | 55             | 44,21      | 1                | 508       | 15070030000  |
| Goente                        | San Martiño | 172            | 15,33      | 11               | 512       | 15070110000  |
| As Pontes de García Rodríguez | Santa María | 8.923          | 47,20      | 189              | 342       | 15070050000  |
| Ribadeume                     | Santa María | 171            | 15,37      | 11               | 452       | 15070120000  |
| San Pedro de Eume             | San Pedro   | 98             | 22,55      | 4                | 398       | 15070090000  |
| Seoane                        | San Xoán    | 4              | 6,54       | 1                | 0         | 15070130000  |
| Somede                        | San Mamede  | 19             | 18,04      | 1                | 0         | 15070040000  |
| Vilavella                     | Santa María | 156            | 29,65      | 5                | 336       | 15070060000  |

## Wirtschaft
| Ackerbau, Viehzucht und Fischerei                                                  | 0113  | 03,13  |
| Industrie                                                                          | 0827  | 022,91 |
| Bauwirtschaft                                                                      | 0301  | 08,34  |
| Dienstleistungsbetriebe                                                            | 2.368 | 065,61 |
| Total                                                                              | 3.609 | 100,00 |
| * Daten aus dem Statistischen Amt für Wirtschaftliche Entwicklung in Galicien, IGE |       |        |

Das Kraftwerk As Pontes befindet sich in As Pontes de García Rodríguez. Mit dem Endesa Termic hat es einen der höchsten Schornsteine in Europa.

## Städtepartnerschaften
- Arroyo Naranjo, Kuba
- Lesneven, Frankreich
- Carmarthen, Vereinigtes Königreich